# 북청계 나들목
북청계 나들목(北淸溪-, N.Cheonggye IC)은 경기도 의왕시 청계동에 설치된 제2경인고속도로의 17번 교차로이다. 2017년 9월 27일에 개통되었다. 건설 당시 가칭은 청계 나들목이었다.

## 연혁
- 2010년 3월 19일 : 나들목 신설을 위해 의왕시 도시계획시설 교통광장에 의왕시 청계동 일원을 청계 나들목으로 고시[1]
- 2017년 9월 27일 : 제2경인고속도로 안양 ~ 성남 구간 개통과 함께 북청계 나들목으로 통행 개시[2]
- 2022년 12월 29일: 제2경인고속도로 화재 폭발 사고가 발생하여 석수 나들목 ~ 여수대로 나들목 구간 운행 중단.
- 2023년 1월 2일: 북의왕 나들목 ~ 여수대로 나들목 구간 운행재개

## 구조물 정보
직결형 구조로 된 입체 교차로로 국가지원지방도 제57호선과 접속한다. 인근 지방도 제309호선 봉담과천도시고속화도로와 수도권제1순환고속도로 학의 분기점으로 연계되지 않는다. 진출입 램프는 성남 방향에서 진출 및 인천 방향 진입만 가능하다.
- 위치: 경기도 의왕시 청계동
- 영업소: 경기도 의왕시 옥박골동길 20-15

## 접속하는 도로
- 국가지원지방도 제57호선 (안양판교로)
- 학현로